# ニュース深夜便
『ニュース深夜便』（ニュースしんやびん、通称：深夜便）は、チューリップテレビで2010年4月5日から2022年4月1日（3月31日深夜）まで放送されていたローカルニュース番組である。

## 概要
北陸3県で唯一、平日の深夜帯に放送されていた単独のニュース枠で、15分でその日富山でおきた出来事を伝えていた。

## 放送時間
全て日本時間（JST）で記す。
| 期間     | 期間                  | 放送時間（JST）        |
| -------- | --------------------- | ---------------------- |
| 2010.4.5 | 2017.3.31（3.30深夜） | 23:55 - 翌0:10（15分） |
| 2017.4.3 | 2022.4.1（3.31深夜）  | 23:56 - 翌0:11（15分） |

- 『news23』の放送終了時刻が繰り下がるたび、放送開始時刻は変わっていた。
- 2016年3月までは23:53 - 翌0:08に放送していた。

## 出演者
MC
- 毛田千代丸（月曜・火曜日、2020年4月1日 - 2022年3月30日）
- 小西鼓子（水曜・木曜日、2021年4月7日 - 2022年4月1日）

サブキャスター

## 過去の出演者
MC
- 鎌田香奈
- 福田佳緒理
- 冨並望美
- 菅久瑛麻
- 西美香
- 天野なな実
- 尾島早都樹（2020年3月30日 - 2021年3月30日）

ほか

## 関連番組
- N6